# Cyclophora albescens
Cyclophora albescens là một loài bướm đêm trong họ Geometridae.